# Henri de Sauvage-Nolting
Henri Jacob Jan de Sauvage-Nolting, född 20 januari 1962, är en nederländsk företagsledare som är koncernchef och VD för den svenska godistillverkaren Cloetta mellan den 15 februari 2017 och den 1 september 2024. Han sitter också som ledamot i koncernstyrelsen för det norska livsmedelsproducenten Agra.
de Sauvage-Nolting har dessförinnan arbetat på olika positioner inom Unilevers nordiska dotterbolag mellan 1989 och 2013 och ansvarig chef för Arla Foods nordiska verksamheter inklusive VD för det svenska dotterbolaget Arla Foods AB mellan 2013 och 2017.
Han avlade master of science i kemi vid Universiteit van Amsterdam respektive kemiteknik vid Universiteit Twente samt en postdoktor i företagsekonomi vid Katholieke Universiteit Leuven.